# Убосот

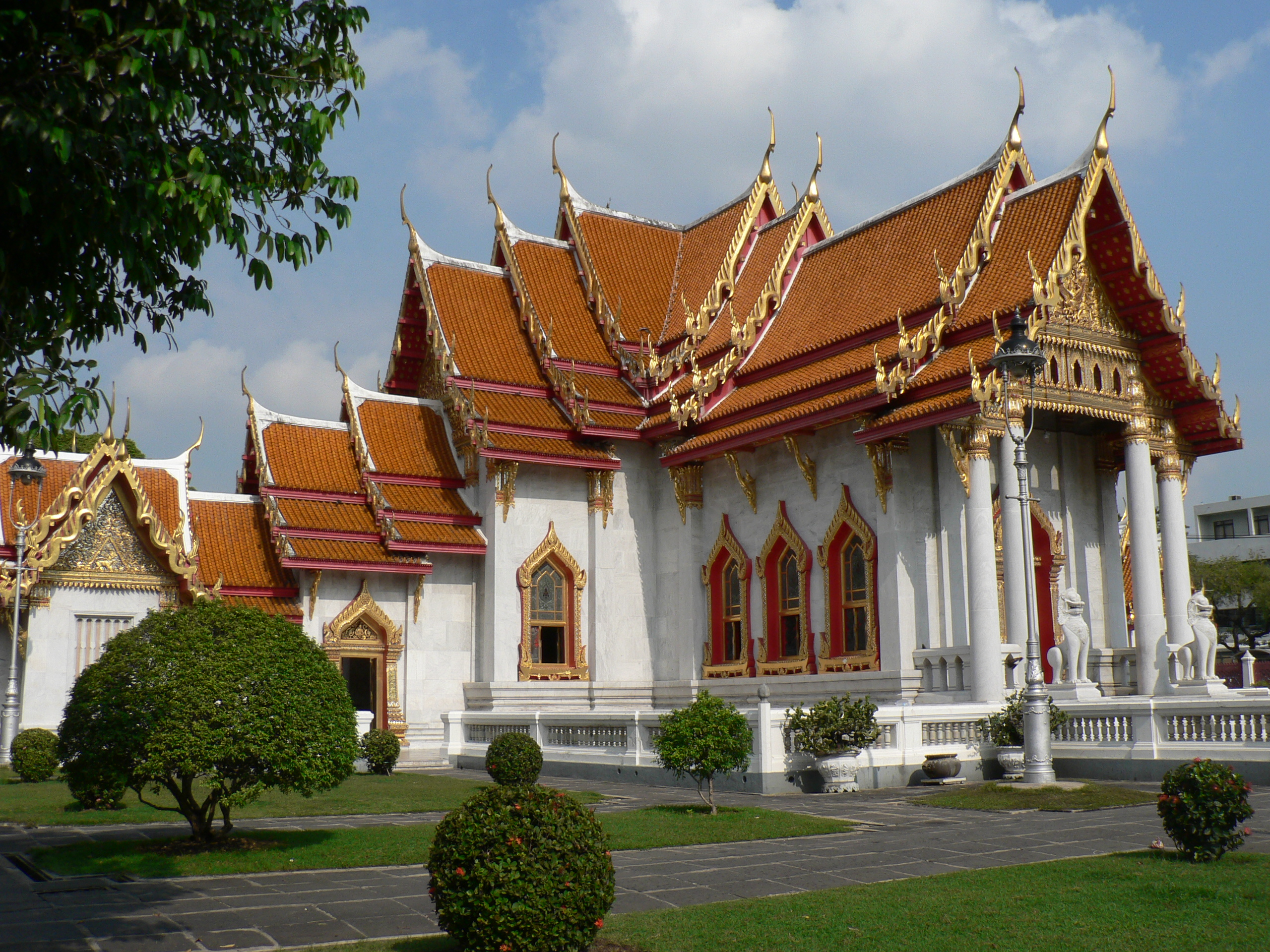
Убосот вата Бенчамабопхит, Бангкок, Таїланд

Пхра убосот (убосот) (тай. พระอุโบสถ, або більш коротка версія бот тай. โบสถ์) — основна споруда в буддійському ваті, де розміщується основна святиня (найчастіше, статуя Будди). Там відбуваються молитви, проходять релігійні церемонії, медитація і читання священних текстів, а також відбувається посвята ченців в сан. Убосот завжди найкрасивіша будівля в монастирі, прикрашена мозаїкою, настінним розписом. Найчастіше він відкритий тільки для ченців, мирянам туди вхід заборонений.
Убосот будується на ділянці, обмеженій вісьмома камінням Баі Сема (тай. ใบเสมา), які відокремлюють священне від мирського. Камені зазвичай ставляться на поверхні і відмічають місця, де закопані Лук Німіт (тай. ลูกนิมิต), кам'яні сфери, розташовані в кутах території, яка вважається священною. Дев'ята кам'яна сфера, зазвичай більшого розміру, закопується під головним зображенням Будди в убосоті.